# Elise Chabbey
Elise Chabbey (Ginebra, 24 de abril de 1993) es una deportista suiza que compite en ciclismo en la modalidad de ruta.
Ganó dos medallas de oro en el Campeonato Mundial de Ciclismo en Ruta, en los años 2022 y 2023, y una medalla de plata en el Campeonato Europeo de Ciclismo en Ruta de 2020.

## Medallero internacional
| Campeonato Mundial | Campeonato Mundial     | Campeonato Mundial | Campeonato Mundial              |
| Año                | Lugar                  | Medalla            | Competición                     |
| ------------------ | ---------------------- | ------------------ | ------------------------------- |
| 2022               | Wollongong (Australia) | Medalla de oro     | Contrarreloj por relevos mixtos |
| 2023               | Glasgow (Reino Unido)  | Medalla de oro     | Contrarreloj por relevos mixtos |
| Campeonato Europeo |                        |                    |                                 |
| Año                | Lugar                  | Medalla            | Competición                     |
| 2020               | Plouay (Francia)       | Medalla de plata   | Contrarreloj por relevos mixtos |

## Palmarés
2019
- 3.ª en el Campeonato de Suiza Contrarreloj
- 2.ª en el Campeonato de Suiza en Ruta

2020
- 2.ª en el Campeonato de Suiza Contrarreloj
- Campeonato de Suiza en Ruta

2021
- 1 etapa de la Vuelta a Suiza
- 2.ª en el Campeonato de Suiza en Ruta

2023
- 3.ª en el Campeonato de Suiza en Ruta

2025
- 1 etapa de la Volta a Cataluña
- 2.ª en el Campeonato de Suiza en Ruta
- Clasificación de la montaña del Tour de Francia Femenino
- Tour de Romandía, más 1 etapa